# Хаитский район
Хайтский район (тадж. ноҳияи Ҳоит) — административно-территориальная единица в составе Таджикской ССР, Гармского округа и Гармской области, существовавшая в 1931—1949 годах. Площадь района по данным 1947 года составляла 1,4 тыс. км².
Хайтский район был образован в составе Таджикской ССР в 1931 году на базе Хайтского тюменя Гармского округа. Центром района был назначен кишлак Хайт.
В 1936 году из состава Хайтского района был выделен Калаи-Лябиобский район.
В 1938 году Хайтский район был отнесён к Гармскому округу, а 27 октября 1939 года — к Гармской области.
В состав района к 1939 году входило 8 кишлачных советов (к/с).
В 1939 году Мазарский к/с был переименован в Первомайский.
12 августа 1949 года Хайтский район был объединён с Калаи-Лябиобским районом в новый Таджикабадский район.